# Анна д’Эсте
А́нна д’Эсте́ (итал. Anna d’Este, фр. Anne d’Este; 16 ноября 1531, Феррара, Феррарское герцогство — 16 мая 1607, Париж, Королевство Франция) — принцесса из дома Эсте, урождённая принцесса Феррарская, Моденская и Реджийская, дочь Эрколе II, герцога Феррары, Модены и Реджо, и Рене Французской. Жена герцога Франсуа I из дома Гизов; в первом браке — герцогиня де Гиз и княгиня Жуанвильская. Овдовев, вышла замуж за герцога Жака II из Савойского дома; во втором браке — герцогиня Немурская и Женевская. В своём праве герцогиня Шартрская, графиня Жизора, виконтесса Кан, Байе и Фалеза, владелица Монтаржи. Смотрительница двора королевы.
Современники считали Анну д’Эсте одной из самых красивых и образованных женщин своего времени. Герцогиня принимала активное участие в политической жизни французского королевства во второй половине XVI века. Вместе с сыновьями от первого брака — Генрихом Меченым, Шарлем и Людовиком — играла важную роль в основании и деятельности Католической лиги.

## Биография

### Ранние годы
Анна родилась в Ферраре 16 ноября 1531 года. Она была первым ребёнком и старшей из трёх дочерей в семье католика Эрколе II, герцога Феррары, Модены и Реджо, и гугенотки Рене, принцессы из дома Валуа, герцогини Шартра, графини Жизора и владелицы Монтаржи. По линии отца Анна приходилась внучкой Альфонсо I, герцогу Феррары, Модены и Реджо, и Лукреции Борджиа, дочери римского папы Александра VI. По линии матери она была внучкой французского короля Людовика XII и Анны, герцогини Бретани из дома Дрё.
В ответ на фактический отказ римского папы Климента VII стать восприемником его первого ребёнка отец принцессы организовал торжественную церемонию крещения. Родители уделяли большое внимание образованию детей. Уже в восьмилетнем возрасте Анна владела латынью, которую вместе с древнегреческим языком ей преподавал Франческо Прото; она свободно говорила и писала на обоих языках. Принцесса играла на клавесине, умела петь и танцевать, знала историю искусства. Попытки матери, через приближённых к ней протестантов — личного врача Килиана Синапиуса и компаньонки Олимпии Мората, привлечь внимание дочери к Реформации были пресечены отцом.
В возрасте двенадцати лет Анна получила первое предложение о замужестве. Это случилось в 1543 году, когда вместе с младшими сёстрами она была представлена римскому папе Павлу III, находившемуся проездом в Ферраре. Понтифик посватал её за своего внука, герцога Орацио Фарнезе, но Эрколе II отказал, так как надеялся устроить брак старшей дочери с монаршей особой. С этой целью в 1546 году он обратился к польскому королю Сигизмунду I, предложив устроить свадьбу Анны с наследником престола и будущим польским королём Сигизмундом II, успевшим овдоветь в первом браке. Против этого брака выступил родственник принцессы, французский король Генрих II, который предложил герцогу выдать старшую дочь за французского аристократа. Однако герцог снова отказал, согласившись лишь на брак средней дочери Лукреции с Франсуа, герцогом Омаля из Лотарингского дома.
Затянувшиеся переговоры с польским королём к свадьбе не привели, так как оказалось, что его наследник ещё в 1545 году тайно сочетался браком с аристократкой Великого княжества Литовского Барбарой Радзивилл. Итогом деятельности французской дипломатии стало предварительное соглашение о браке Анны и Франсуа, герцога Омаля. Точку в переговорах должны были поставить Генрих II и Эрколе II во время встречи в Пьемонте в 1548 году. Активное участие в организации брака принимала фаворитка французского короля Диана де Пуатье. К июлю 1548 года стороны подготовили все необходимые документы к заключению брачного договора.

### Герцогиня де Гиз
19 августа 1548 года французский король и феррарский герцог встретились в Турине. Итогом переговоров стало подписание брачного договора. Жених получал за невестой приданое в сто пятьдесят тысяч ливров от короля Генриха II, и такая же сумма была вычтена из долга французского королевства перед Эрколе II. Контракт был ратифицирован сторонами 28 сентября 1549 года. 15 сентября того же года в Ферраре состоялось заключение брака по доверенности. После церемонии невеста покинула Феррару. Некоторое время в пути её сопровождали мать и сёстры. 27 октября Анна прибыла в Гренобль, где её встретил отец жениха, герцог Клод. Вместе с ним она прибыла в Лион.
16 декабря 1548 года в имении Сен-Жермен-ан-Ле близ Парижа состоялась торжественная церемония бракосочетания Анны и Франсуа (17.2.1519 — 24.2.1563), герцога Омаля, будущего герцога де Гиза. Муж принцессы через брак с ней становился кузеном короля Франции. Молодожёны получили щедрые свадебные подарки от родственников, а поэт Пьер де Ронсар, вдохновлённый красотой невесты, сравнил их с античными богами Марсом и Венерой. В браке Анны и Франсуа родились семеро детей — шесть сыновей и одна дочь, но до совершеннолетия дожили только четверо из них:
- Анри (31.12.1550 — 23.12.1588), герцог де Гиз и князь де Жуанвиль под именем Генриха I Меченого, пэр Франции, 4 октября 1570 года сочетался браком с Екатериной Клевской (1548 — 11.3.1633), принцессой из дома Ламарк;
- Катерина Мария (18.7.1552 — 6.5.1596), принцесса Лотарингская, 4 февраля 1570 года сочеталась браком с Людовиком III (10.6.1513 — 23.9.1582), герцогом Монпансье;
- Шарль (26.3.1554 — 4.10.1611), герцог Майенна под именем Карла I, 6 августа 1576 года сочетался браком с Генриеттой Савойской (1541/1542 — 1611), принцессой из Вийярской ветви[итал.] Савойского дома;
- Луи (6.7.1555 — 24.12.1588), принц Лотарингский под именем Людовика II, архиепископ Реймса с 1574 года, кардинал с 1578 года;
- Антуан (25.4.1557 — 16.1.1560), принц Лотарингский, умер в младенческом возрасте;
- Франсуа (31.12.1559 — 24.10.1573), принц Лотарингский, умер в отроческом возрасте;
- Максимильен (25.10.1562 — 1567/1568), принц Лотарингский, умер в младенческом возрасте.

После смерти отца 12 апреля 1550 года Франсуа унаследовал титулы герцога де Гиза и князя де Жуанвиля под именем Франсуа I. Анна, как его супруга, получила титулы герцогини де Гиз и княгини де Жуанвиль.

### Жизнь при дворе
Как родственница семьи монарха, Анна находилась под покровительством короля. Первое время при дворе она вела себя осторожно, поддерживала художников-итальянцев. Итальянское происхождение самой Анны помогло ей завязать тесные отношения с королевой Екатериной. Вместе с тем она поддерживала общение и с Дианой де Пуатье, способствовавшей карьерному росту её мужа.
Вначале герцогиня вела активную переписку с феррарским двором. Когда отец и брат не поддержали её мужа во время похода на Неаполитанское королевство осенью 1556 — зимой 1557 года, в котором Анна сама сопровождала Франсуа, отношения с родственниками дали трещину. Затем брат женился не на дочери короля Генриха II, как настаивала Анна, а на дочери великого герцога Козимо I. Герцогиня написала отцу письмо, в котором выразила категорическое несогласие с выбором брата. Некоторое время она интриговала против великих герцогов Тосканы при парижском дворе. Охлаждение отношений с отцом и преданность интересам мужа укрепили её положение среди членов дома Гизов. К этому времени Анна уже справилась с давлением свекрови, которое испытывала на себе в первые годы брака.
В 1559 году Анна была рядом с мужем при заключении мирного договора в Като-Камбрези. Недоброжелатели при дворе обвиняли герцогиню де Гиз в помощи тайным протестантам, друзьям её матери. Капеллан герцогини в 1557 году был осуждён римским папой Павлом IV как еретик и прогнан её мужем с их двора. Она была потрясена резнёй протестантов в Васси, устроенной герцогом в марте 1562 года, печальным продолжением которой стали войны католиков и гугенотов во французском королевстве. В этой борьбе Анна потеряла первого мужа.
Франсуа I был вероломно убит во время осады Орлеана 18 февраля 1563 года. Его убийца вскоре был схвачен и казнён. Анна обвинила в организации убийства мужа одного из лидеров гугенотов — Гаспара II, графа де Колиньи. Монарший дом желал мира в государстве, Анна же требовала возмездия. Король Карл IX отложил рассмотрение этого дела на три года. За это время королева-мать пыталась отговорить вдовствующую герцогиню от планов мести. Она даже предложила Анне устроить её брак с другим лидером гугенотов Людовиком I, принцем Конде, который сразу после покушения на её мужа написал ей письмо, что не имеет к этому отношения. В январе 1566 года Совет короля признал графа де Колиньи невиновным в организации убийства Франсуа де Гиза. Граф поклялся вдовствующей герцогине, что не повинен в смерти её мужа, но Анна не поверила. В августе 1572 года, по тайной просьбе королевы-матери, она устроила на него покушение, которое оказалось неудачным. Наёмный убийца только ранил жертву. Неизвестно, принимала ли Анна участие в организации нападения и последующего убийства Гаспара II в ночь святого Варфоломея в Париже. Известно, что во время резни она спасла жизнь нескольким гугенотам. Тем не менее месть вдовствующей герцогини была удовлетворена.

### Герцогиня Немурская
5 мая 1566 года Анна снова вышла замуж. В часовне замка Сен-Мор-де-Фоссе она обвенчалась с Жаком II (12.10.1531 — 15.6.1585), герцогом Немура и Женевы из Савойского дома. Её второй муж был союзником первого. В 1557 году Анна попыталась устроить его брак со своей сестрой Лукрецией, но Эрколе II отверг это предложение. У Жака II был незаконнорождённый сын от любовницы Франсуазы де Роган, на которой он обещал жениться, но герцог тянул с выполнением обещания, и дом Роганов подал на него в суд. 26 апреля 1566 года обещание Немура было признано недействительным, и через три дня он и Анна подписали брачный контракт. Из их детей выжили только два сына:
- Шарль Эммануэль (12.2.1567 — 13.8.1595), принц Савойский, герцог Немура и Женевы под именем Карла Эммануила, маркграф Сен-Сорлен, барон Фосиньи и Бофора[фр.];
- Анри (2.11.1572 — 10.7.1632), принц Савойский, герцог Немура и Женевы под именем Генриха I, маркграф Сен-Сорлен, барон Фосиньи и Бофора, 18 апреля 1618 года сочетался браком с Анной Лотарингской[нидерл.] (1600 — 10.2.1638), принцессой из дома Шатенуа, герцогиней Омаля.

Свадебные торжества Анны и Жака II прошли в Анси 17 июля 1566 года. Герцогиня Рене, которая в 1560 году вернулась на родину, была против второго брака старшей дочери. Новое замужество не ослабило влияния Анны на членов дома Гизов. Её муж редко бывал в Париже, где ему принадлежал Немурский дворец, и герцогиня часто ездила к супругу в Анси. Анна поддерживала интересы второго мужа так же, как ранее — первого. Она помогала ему в непростых отношениях с королём, смогла договориться с домом Роганов и решила проблему, связанную с незаконнорождённым сыном герцога. Анна приобрела у бастарда отказ носить имя и герб отца за Великий приорат мальтийских рыцарей в Оверни.
Во время второго брака укрепились отношения герцогини с королевой-матерью, которая пригласила её на крестины внучки, принцессы Марии Елизаветы. В 1575 году, по завещанию скончавшейся герцогини Рене, Анна унаследовала её владения во французском королевстве вместе с титулами герцогини Шартра, графини Жизора и владелицы Монтаржи, чем вызвала негодование брата-герцога. По этой причине они судились и ссорились в течение следующих восьми лет. Благодаря положению другого брата-кардинала при римском папе Сиксте V и принадлежности герцогини к дому Гизов, она оказывала значительное влияние на апостольских нунциев при парижском дворе. 19 июня 1585 года Анна снова овдовела. После смерти второго супруга главной резиденцией вдовствующей герцогини стал Немурский дворец в Париже.

### Поздние годы
Появление Католической лиги, в которой её дети играли важную роль, вернуло Анне интерес к политике. В декабре 1588 года вдовствующей герцогине сообщили о намерении короля Генриха III убить её старшего сына от первого брака. Она отказалась этому верить. 23 и 24 декабря в замке Блуа были заколоты герцог Генрих Меченый и Людовик Лотарингский, кардинал де Гиз. По приказу короля Анна была арестована и заперта в том самом замке, где произошло убийство её сыновей. В нём перед статуей деда, короля Людовика XII, она рыдала и спрашивала, зачем он построил этот замок, в котором убили детей его внучки. Анну перевезли в замок д’Амбуаз и вскоре освободили. 11 февраля 1589 года она вернулась в Париж.
Встав во главе Католической лиги, Анна была одним из главных действующих лиц в столице, осаждённой войсками будущего короля Генриха IV, который после своего обращения в католичество и восхождения на трон был признан ею королём. Между ним и вдовствующей герцогиней сложились добрые отношения. В ноябре 1600 года в Марселе она лично встретила его будущую супругу, королеву Марию. Вдовствующей герцогине поручили обязанности смотрительницы двора королевы.
В последние годы жизни Анна, пережившая двух мужей и трёх взрослых сыновей — в 1595 году она похоронила и старшего сына от второго брака, страдала расстройством психики. Первые признаки заболевания, по свидетельству современников, у неё появились в 1602—1604 годах. Вдовствующая герцогиня заперлась в Немурском замке, где умерла 17 мая 1607 года. По завещанию покойной её сердце было изъято из груди и в сосуде поставлено у могилы первого мужа в замке Жуанвиль, тело похоронили в соборе Нотр-Дам-де-Льес рядом с могилой второго мужа, внутренние органы были погребены в церкви августинцев в Париже. Ни одно из этих захоронений не сохранилось. По тому же завещанию Анны, составленному ею в 1597 году, всё, чем она владела, должно было храниться год после её смерти и только затем поделено между наследниками. В посмертной инвентаризации среди имущества вдовствующей герцогини оказались коллекция часов и библиотека с книгами античных и современных ей авторов на итальянском, французском, испанском, немецком, греческом и латинском языках.